# سيسيل رينو
سيسيل إيمي رينو (1774–1794) (بالفرنسية: Cécile Renault)‏ كانت امرأة فرنسية وملكية متهمة بمحاولة اغتيال ماكسيميليان روبسبير خلال عهد الإرهاب باستخدام سكينتين صغيرتين قابلتين للطي. حُكم عليها بالإعدام وتم إعدامها بالمقصلة في 17 يونيو 1794 (29 من باريريال السنة الثانية) في ما يُعرف الآن بميدان لانسيون.

## محاولة الإغتيال

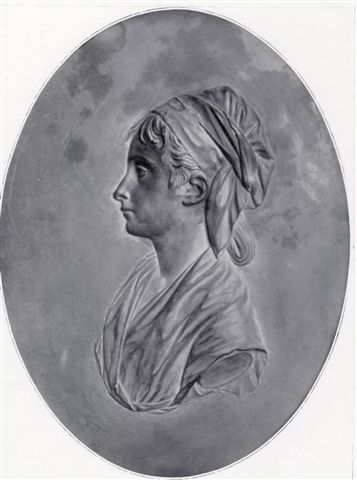
سيسيل رينو في المحكمة الثورية، ميدالية من تصميم باجو الابن.

ولدت رينو عام 1774 في باريس، وكانت ابنة صانع أوراق، وكثيرًا ما كان اسم روبسبير مطبوعًا على منتجاته وجزءًا متكررًا من حياتها المبكرة.

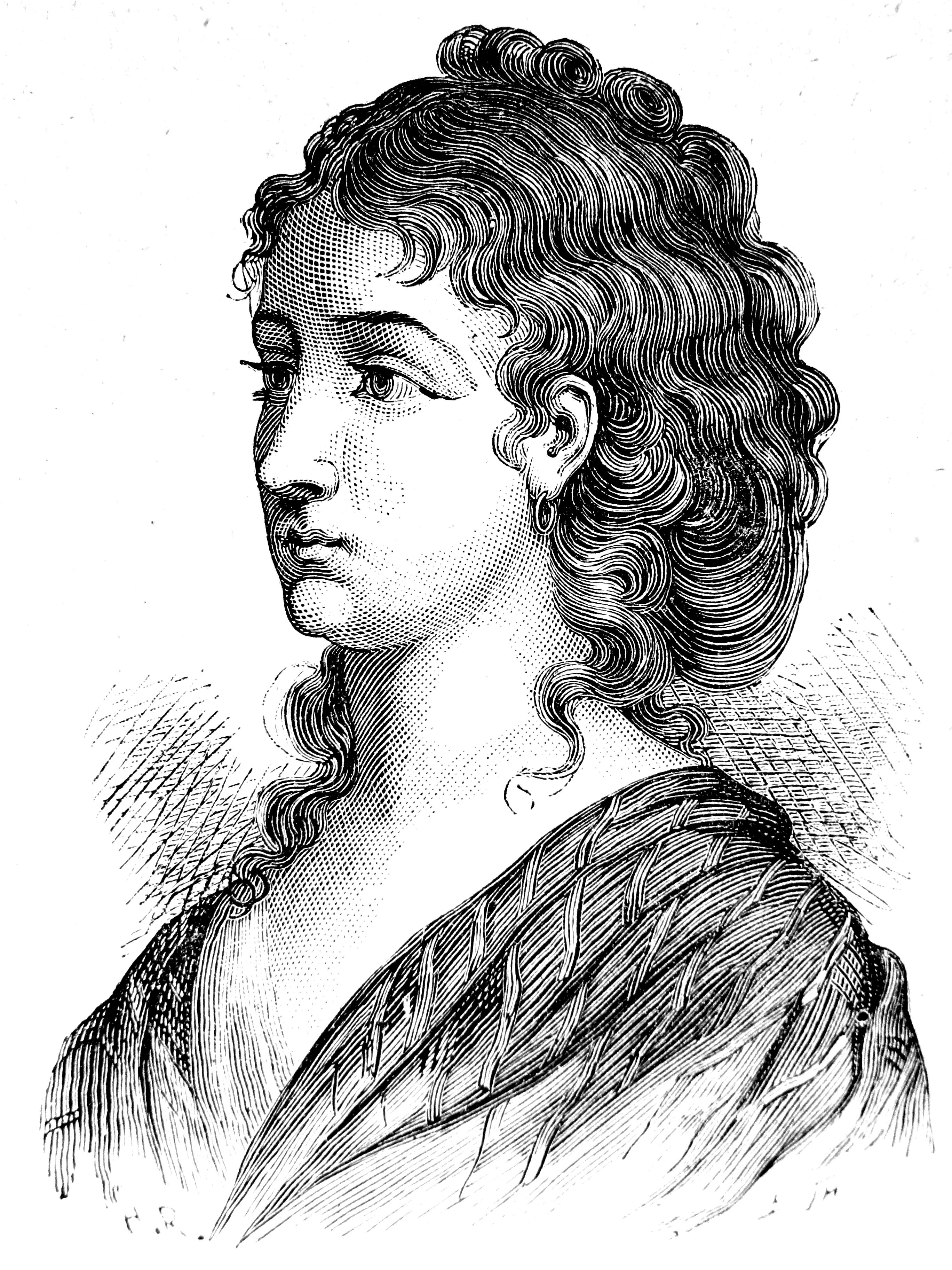
سيسيل رينو

اقتربت رينو من منزل روبسبير مساء يوم 22 مايو 1794، وهي تحمل طردًا وسلة وملابس إضافية تحت ذراعها لإخفاء أسلحتها. تمكنت من دخول منزل روبسبير بنجاح نظرًا لصغر حجمها وعمرها، حيث كان عمرها حوالي 20 عامًا فقط في ذلك الوقت. سمح حراس روبسبير في البداية لرينو برؤيته لكنهم طلبوا منها الانتظار لعدة ساعات داخل غرفة انتظار النائب.
بعد الانتظار لعدة ساعات ونفاد صبرها، طلبت رينو من مضيفيها أن يلتقي بها روبسبير على الفور، بحجة أن "الرجل العام يجب أن يستقبل في جميع الأوقات أولئك الذين لديهم فرصة للاقتراب منه". وعندما ألقي القبض عليها، قالت إنها كانت تشعر بالفضول فقط لرؤية "كيف يبدو الطاغية". كما زعمت لخاطفيها أنها "تفضل ملكًا واحدًا على خمسين ألفًا". وتختلف المصادر الأخرى، حيث نقل بعضها أن رينو "فضلت أن يكون لها ملك واحد على ستين ملكًا".
فتش حراس روبسبير ملابس وسلة رينو وعثروا على السكاكين المخصصة لقتل روبسبير وأوراق متنوعة وتغيير ملابسها الجديد. بعد وضعها قيد الاعتقال، ربط روبسبير وحراسه محاولة الاغتيال هذه بالمحاولات الأخيرة خلال عهد الإرهاب. وشمل ذلك على وجه الخصوص اغتيال جان بول مارا على يد شارلوت كورديه في عام 1793.
كما أشار محققو رينو إلى أن مؤامرة اغتيالها كانت محاولة انتقامية. وكان عشيقها قد حكم عليه مؤخراً بالإعدام بالمقصلة من قبل لجنة السلامة العامة.

## المحاكمة والعقاب
قُبض على سيسيل رينو بتهمة محاولة قتل روبسبير في 23 مايو، بعد يوم واحد من محاولة اغتيال كولوت دي إيربوا. كانت رينو تحمل أيضًا ملابس داخلية متغيرة في حقيبتها مع السكينتين اللتين أحضرتهما لمهاجمة روبسبير، قالت إن الكتان الجديد كان من أجل يوم إعدامها. أشرف على محاكمة رينو أنطوان كوانتن فوكيه تينفيل، الذي ضايقته رينو فيما يتعلق بالتهم. وسخرت رينو من المجلس الذي أجرى محاكمتها أيضًا. وأصرت رينو أيضًا على أنها "لم تتعمد أبدًا إيذاء أي كائن حي". ضم روبسبير والد رينو وشقيقها وخالتها إلى محاكمتها، ووصفهم بأنهم شركاء في محاولة الاغتيال. وحُكم على الثلاثة بالإعدام.

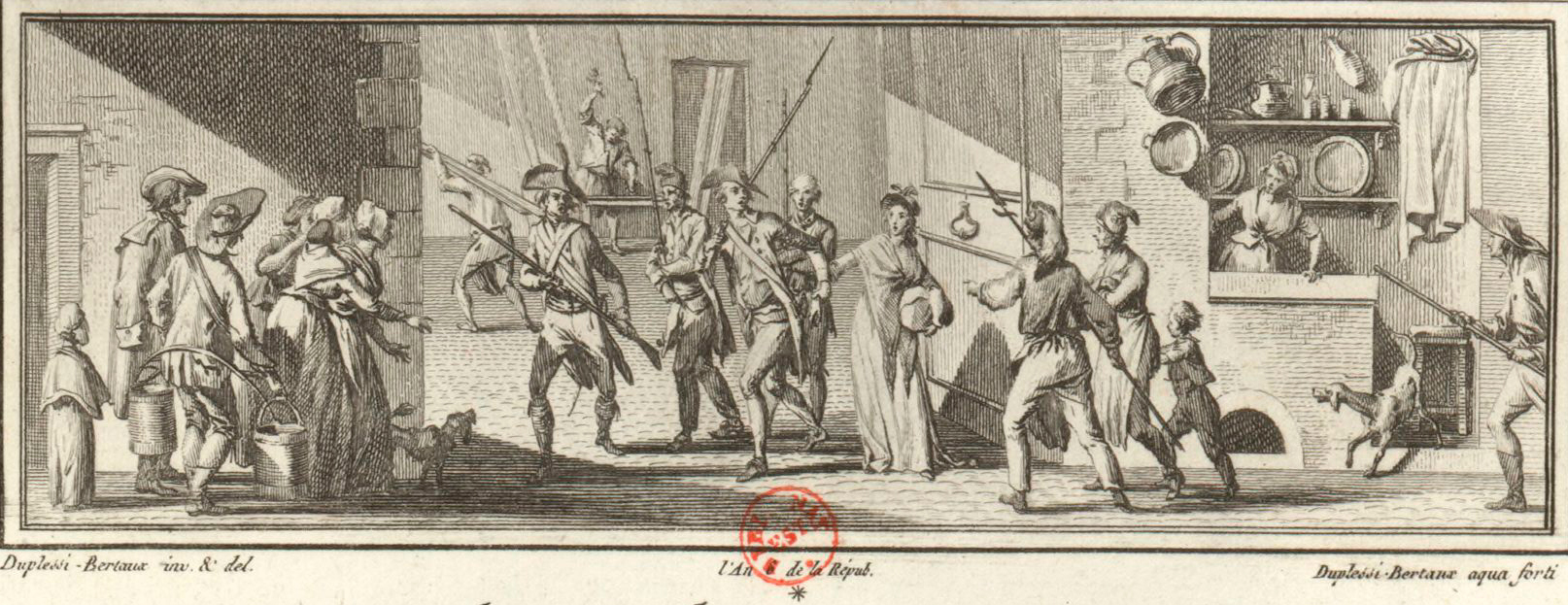
القبض على سيسيل رينو أمام منزل روبسبير. (تفاصيل للطابع: باريس، المكتبة الوطنية الفرنسية، قسم المطبوعات والتصوير الفوتوغرافي).

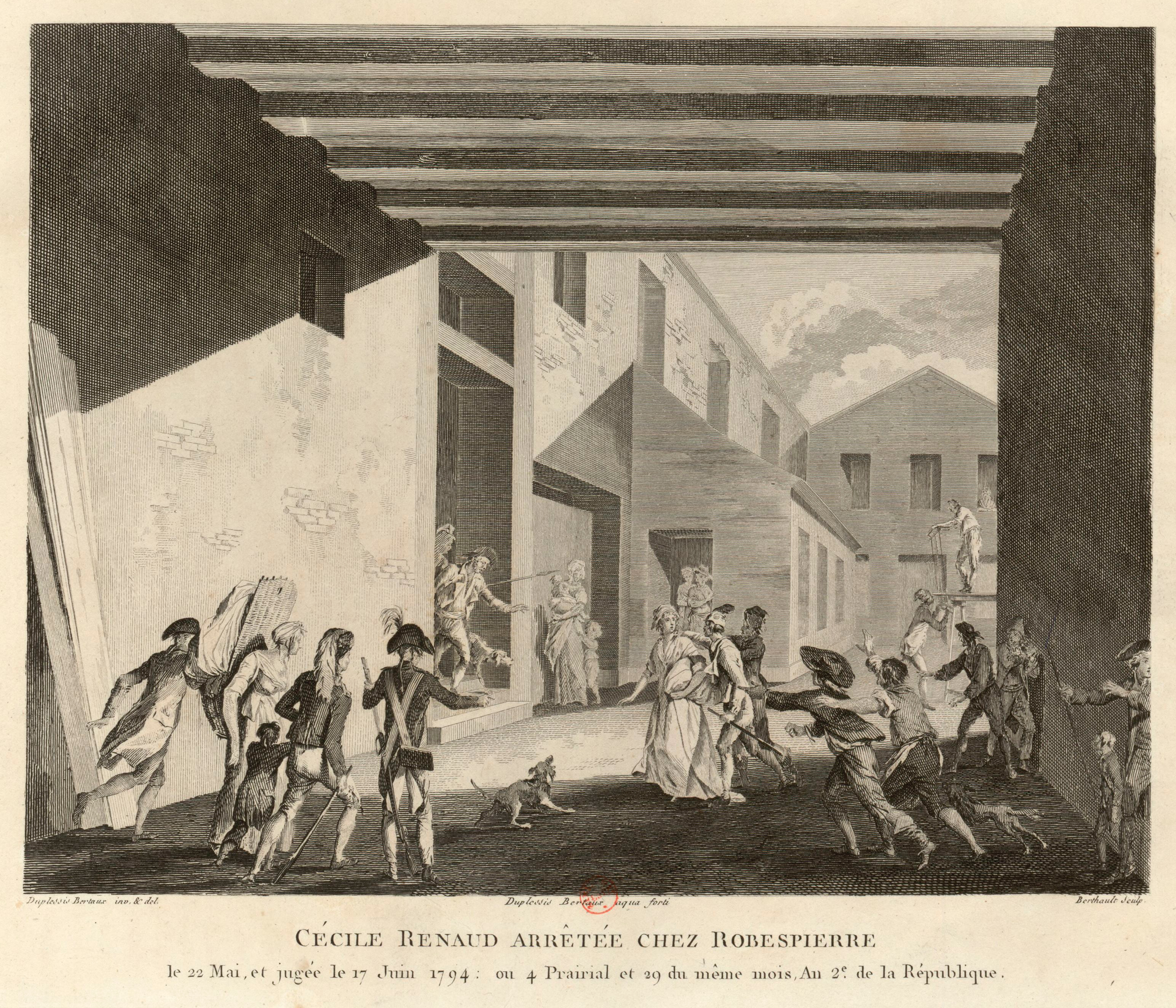
القبض على سيسيل رينو أمام منزل روبسبير

وقد أُعدمت مع ثلاثة من أفراد أسرتها وخمسين آخرين في 17 يونيو؛ خرج تشارلز هنري سانسون من المقصلة بعد إعدامهم وهو يشعر بالإعياء. ومن غير الواضح كم منهم كانوا مرتبطين بها أم لا على الإطلاق. يبدو أن شقيقين، انضما إلى جيش الراين، قد هربا إلى الغابة السوداء. تم إعطاء رينو وأفراد عائلتها ورفاقها الآخرين الذين عرفوها ولكنهم لم يكونوا على علم بمؤامرة الاغتيال، ثوبًا أحمر لارتدائه كعلامة على القتلة والقتلة. يعتبر اعترافها بكونها مؤيدة للملكية بمثابة دعم لوجود سكاكينها المخفية.
وقيل إن رينو لم تظهر عليها الضيق إلا لفترة وجيزة أثناء صعودها إلى المصقلة. ثم ابتسمت واقتربت بسعادة عندما وصل دورها عند المقصلة. اعتبرت لجنة السلامة العامة إعدام سيسيل رينو ومعها 53 من المتواطئين، من بينهم ثلاثة من أفراد الأسرة، مؤامرة ملكية. استخدم روبسبير محاولة الاغتيال هذه ضده كذريعة لجعل البريطانيين كبش فداء.